# Zaragoza (Guatemala)
Zaragoza è un comune del Guatemala facente parte del dipartimento di Chimaltenango.